# دون كرو
دون كرو هو لاعب كرة قدم كندية كندي، ولد في 20 ديسمبر 1919 في تورونتو في كندا، وتوفي في 16 مارس 1978.

## وصلات خارجية
- دون كرو على موقع JustSportsStats.com (الإنجليزية)